# Casa al carrer Raval, 2 (Hostalric)
L'edifici situat al carrer Raval, 2 és una obra del municipi d'Hostalric (Selva) que forma part de l'Inventari del Patrimoni Arquitectònic de Catalunya.

## Descripció
És un edifici entre mitgeres, situat al nucli urbà d'Hostalric, al carrer Raval número 2. L'edifici, té una planta en forma d'"L", que de fet són dos cossos que es distingeixen per la diferent altura. Així doncs, el cos que dona al carrer Raval consta de planta baixa i dos pisos, i està cobert per un terrat. El cos que dona al riu, també té planta baixa i dos pisos, i està cobert per un terrat, però és més baix que l'altre cos per la diferència de nivell del terra.
A la façana del carrer Raval trobem, a la planta baixa, la porta d'entrada en arc de llinda, amb unes falces dovelles i els brancals de carreus de pedra artificial. Al primer pis, un balcó d'obra amb elements ceràmics (que continua fins a la llotja de la façana que dona al passeig de la Plaça dels Bous) al que s'hi accedeix a través d'una porta en arc de llinda. Al segon pis, un balcó més petit que el del primer pis, també d'obra vista i amb elements ceràmics, al que s'hi accedeix a través d'una porta en arc de llinda. Aquesta façana queda coronada per la barana del terrat, també d'obra vista i elements ceramics, igual que les dels balcons de la primera i segona planta.
A la façana que dona a la Plaça dels Bous, davant del passeig de la plaça, a la planta baixa una porta en arc de llinda, amb pedra artificial disposada a manera de carreus en els brancals i com dovelles sobre la llinda, formant un fals arc rebaixat (la porta té arc de llinda, l'arc rebaixat és només decoratiu), a la clau del qual hi ha les inicials FM. Al costat dret de la porta, una petita porta i al costat, una finestra (a manera de respirall del soterrani) tots dos en arc de llinda. Sobre aquests dos, encara a la planta baixa, una finestra rectangular amb ampit de rajola. Al primer pis, sobre la porta d'entrada, una llotja poligonal. Aquesta, té un balcó d'obra vista que es prolonga pel costat esquerre fins a la façana del carrer Raval.
Al costat dret, també hi ha un balcó que està adossat a la llotja d'iguals característiques. A la tribuna hi ha cinc obertures, la central més gran per ser el costat més gran del polígon que forma la tribuna. Elements decoratius d'esgrafiats la decoren. Coronant-la, un balcó-terrassa d'obra vista amb elemens ceràmics (igual que els altres balcons), que té sortida a través d'una porta en arc de llinda del segon pis. Al costat de la tribuna, encara a l'altura del primer pis, una finestra rectangular amb ampit de rajola. Aquesta façana queda coronada igual que la façana del carrer Raval, per la barana del terrat.
A la façana que dona a la plaça dels bous del cos que està orientat en la part posterior al riu, té dues finestres rectangulars amb ampit de rajola. Una cornissa contínua i la barana del terrat coronen aquesta façana. Totes les parets estan arrebossades i pintades d'un color groguenc. A la part inferior de les façanes, hi ha un sòcol d'estucat de color gris.

## Història
Durant la Guerra del Francès (1808-1814) Hostalric va tenir un important paper donant suport a l'entrada de queviures a la Girona assetjada i destorbant el pas a les tropes enemigues gràcies a la seva situació estratègica en una zona de pas. Per això als francesos els convenia prendre la vila. El primer atac va arribar el 7 de novembre del 1809 i només trobaren resistència a la Torre dels Frares i a l'església on un grup de gent s'hi havia fet fort. Alguns habitants es van poder refugiar al castell, d'altres van haver de fugir, ja que els francesos van cremar el poble. Això explica que la majoria de cases del poble siguin posteriors com seria el cas d'aquesta que segons el registre del cadastre data del 1946.
L'origen del nom del carrer, Raval, s'explica pel fet que era el primer carrer que es trobava després de la fortificació. Els carrers Ravalet, Raval, Major i la Plaça dels Bous són part del recorregut del Camí Ral. També es conserva una variant que segueix paral·lel a les muralles pel costat exterior i que fou utilitzat sobretot al segle xix.